# 66e cérémonie des David di Donatello
La 66e cérémonie des David di Donatello se déroule le mardi 11 mai 2021, elle est présentée par Carlo Conti et diffusé en Italie par la RAI. La cérémonie s'est tenue à Rome en studio et au théâtre de l'Opéra.
Le film Je voulais me cacher (Volevo nascondermi) de Giorgio Diritti est le grand gagnant de la soirée. Nommé 15 fois, il remporte sept récompenses dont celles du meilleur film, du meilleur réalisateur et du meilleur acteur,.

## Palmarès

### Meilleur film
- Je voulais me cacher (Volevo nascondermi) - Giorgio Diritti
- Storia di vacanze (Favolacce) - Damiano et Fabio D'Innocenzo
- Hammamet - Gianni Amelio
- Le sorelle Macaluso - Emma Dante
- Miss Marx - Susanna Nicchiarelli

### Meilleur réalisateur
- Giorgio Diritti pour Je voulais me cacher (Volevo nascondermi)
- Damiano et Fabio D'Innocenzo pour Storia di vacanze (Favolacce)
- Gianni Amelio pour Hammamet
- Emma Dante pour Le sorelle Macaluso
- Susanna Nicchiarelli pour Miss Marx

### Meilleur réalisateur débutant
- Pietro Castellitto pour I predatori
- Ginevra Elkann pour Magari
- Mauro Mancini pour Non odiare
- Alice Filippi pour Sul più bello
- Luca Medici pour Tolo Tolo

### Meilleur acteur
- Elio Germano pour Je voulais me cacher (Volevo Nascondermi)
- Kim Rossi Stuart pour Cosa sarà
- Valerio Mastandrea pour Figli
- Pierfrancesco Favino pour Hammamet
- Renato Pozzetto pour Lei mi parla ancora

### Meilleure actrice
- Sophia Loren pour La Vie devant soi (La vita davanti a sé)
- Vittoria Puccini pour 18 cadeaux (18 Regali)
- Paola Cortellesi pour Figli
- Micaela Ramazzotti pour Nos plus belles années (Gli anni più belli)
- Alba Rohrwacher pour Lacci

### Meilleur acteur dans un second rôle
- Fabrizio Bentivoglio pour L'Incroyable Histoire de l'Île de la Rose (L'incredibile storia dell'Isola delle Rose)
- Gabriel Montesi pour Storia di vacanze (Favolacce)
- Lino Musella pour Storia di vacanze (Favolacce)
- Giuseppe Cederna pour Hammamet
- Silvio Orlando pour Lacci

### Meilleure actrice dans un second rôle
- Matilda De Angelis pour L'Incroyable Histoire de l'Île de la Rose (L'incredibile storia dell'Isola delle Rose)
- Benedetta Porcaroli pour 18 cadeaux (18 Regali)
- Barbara Chichiarelli pour Storia di vacanze (Favolacce)
- Claudia Gerini pour Hammamet
- Alba Rohrwacher pour Magari

### Meilleur scénario original
- Mattia Torre pour Figli
- Francesco Bruni pour Cosa sarà
- Damiano et Fabio D'Innocenzo pour Storia di vacanze (Favolacce)
- Pietro Castellitto pour I predatori
- Giorgio Diritti, Tania Pedroni et Fredo Valla pour Je voulais me cacher (Volevo Nascondermi)

### Meilleur scénario adapté
- Gianni Di Gregorio, Marco Pettenello pour Citoyens du Monde
- Salvatore Mereu pour Assandira
- Francesco Piccolo, Domenico Starnone, Daniele Luchetti pour Lacci
- Stefano Mordini, Francesca Marciano, Luca Infascelli pour Lasciami andare
- Pupi Avati, Tommaso Avati  pour Lei mi parla ancora

### Meilleur producteur
- Marta Donzelli et Gregorio Paonessa pour Vivo film avec Rai Cinema, Joseph Rouschop et Valérie Bournonville pour Tarantula Belgique pour Miss Marx
- Agostino et Giuseppe Saccà pour Pepito Produzioni avec Rai Cinema pour Storia di vacanze (Favolacce)
- Matteo Rovere pour L'Incroyable Histoire de l'Île de la Rose (L'incredibile storia dell'Isola delle Rose)
- Domenico Procacci et Laura Paolucci pour Fandango avec Rai Cinema pour I predatori
- Carlo Degli Esposti et Nicola Serra avec Rai Cinema pour Je voulais me cacher (Volevo Nascondermi)

### Meilleure photographie
- Matteo Cocco pour Je voulais me cacher (Volevo Nascondermi)
- Paolo Carnera pour Storia di vacanze (Favolacce)
- Luan Amelio Ujkaj pour Hammamet
- Gherardo Gossi pour Le sorelle Macaluso
- Crystel Fournier pour Miss Marx
- Michele D'Attanasio pour Padrenostro

### Meilleur musicien
- Gatto Ciliegia contro il Grande Freddo et Downtown Boys pour Miss Marx
- Nicola Piovani pour Hammamet
- Niccolò Contessa pour I predatori
- Michele Braga  pour L'Incroyable Histoire de l'Île de la Rose (L'incredibile storia dell'Isola delle Rose)
- Pivio et Aldo De Scalzi pour Non odiare
- Marco Biscarini et Daniele Furlati pour Je voulais me cacher (Volevo Nascondermi)

### Meilleure chanson originale
- Immigrato (musique et texte de Luca Medici et Antonio Iammarino, texte et interprétation de Checco Zalone) pour Tolo Tolo
- Gli anni più belli (musique, texte et interprétation de Claudio Baglioni) pour Nos plus belles années (Gli anni più belli)
- Io sì (musique de Diane Warren, texte et interprétation de Laura Pausini) pour La Vie devant soi (La vita davanti a sé)
- Miles Away (musique de Pivio et Aldo De Scalzi, texte et interprétation de Ginevra Nervi) pour Non odiare
- Invisible (musique et texte de Marco Biscarini, interprétation de La Tarma) pour Je voulais me cacher (Volevo Nascondermi)

### Meilleur décorateur
- Paola Zamagni, Ludovica Ferrario et Alessandra Mura pour Je voulais me cacher (Volevo Nascondermi)
- Paolo Bonfini, Paola Peraro, Emita Frigato et Erika Aversa pour Storia di vacanze (Favolacce)
- Giancarlo Basili et Andrea Castorina pour Hammamet
- Tonino Zera et Maria Grazia Schirripa pour L'Incroyable Histoire de l'Île de la Rose (L'incredibile storia dell'Isola delle Rose)
- Alessandro Vannucci, Igor Gabriel et Fiorella Cicolini pour Miss Marx

### Meilleurs costumes
- Massimo Cantini Parrini pour Miss Marx
- Maurizio Millenotti pour Hammamet
- Nicoletta Taranta pour L'Incroyable Histoire de l'Île de la Rose (L'incredibile storia dell'Isola delle Rose)
- Vanessa Sannino pour Le sorelle Macaluso
- Ursula Patzak pour Je voulais me cacher (Volevo Nascondermi)

### Meilleur maquilleur
- Luigi Ciminelli, Andrea Leanza et Federica Castelli pour Hammamet
- Luigi Rocchetti pour L'Incroyable Histoire de l'Île de la Rose (L'incredibile storia dell'Isola delle Rose)
- Valentina Iannuccilli pour Le sorelle Macaluso
- Diego Prestopino pour Miss Marx
- Giuseppe Desiato et Lorenzo Tamburini pour Je voulais me cacher (Volevo Nascondermi)

### Meilleur coiffeur
- Aldo Signoretti pour Je voulais me cacher (Volevo Nascondermi)
- Daniele Fiori pour Storia di vacanze (Favolacce)
- Massimiliano Duranti pour Hammamet
- Aldina Governatori pour Le sorelle Macaluso
- Domingo Santoro pour Miss Marx

### Meilleur monteur
- Esmeralda Calabria pour Storia di vacanze (Favolacce)
- Giogiò Franchini pour Figli
- Simona Paggi pour Hammamet
- Gianni Vezzosi pour L'Incroyable Histoire de l'Île de la Rose (L'incredibile storia dell'Isola delle Rose)
- Paolo Cottignola et Giorgio Diritti pour Je voulais me cacher (Volevo Nascondermi)

### Meilleur son
- Je voulais me cacher (Volevo Nascondermi)
- Storia di vacanze (Favolacce)
- Hammamet
- L'Incroyable Histoire de l'Île de la Rose (L'incredibile storia dell'Isola delle Rose)
- Miss Marx

### Meilleurs effets visuels
- Stefano Leoni et Elisabetta Rocca pour L'Incroyable Histoire de l'Île de la Rose (L'incredibile storia dell'Isola delle Rose)
- Luca Saviotti pour Hammamet
- Massimiliano Battista pour Miss Marx
- Renaud Quilichini et Lorenzo Cecotti pour The Book of Vision
- Rodolfo Migliari pour Je voulais me cacher (Volevo Nascondermi)

### Meilleur documentaire
- Mi chiamo Francesco Totti de Alex Infascelli
- Faith de Valentina Pedicini
- Notturno de Gianfranco Rosi
- Punta Sacra de Francesca Mazzoleni
- The Rossellinis de Alessandro Rossellini

### Meilleur film étranger
- 1917 de Sam Mendes
- Les Misérables de Ladj Ly
- Jojo Rabbit de Taika Waititi
- Le Cas Richard Jewell de Clint Eastwood
- Sorry We Missed You de Ken Loach

### David Jeune
- 18 cadeaux (18 Regali) de Francesco Amato
- Storia di vacanze (Favolacce) de Damiano et Fabio D'Innocenzo
- Nos plus belles années (Gli anni più belli) de Gabriele Muccino
- L'Incroyable Histoire de l'Île de la Rose (L'incredibile storia dell'Isola delle Rose) de Sydney Sibilia
- Tolo Tolo de Luca Medici

### David speciale
- Sandra Milo
- Diego Abatantuono